# Papuanella mimica
Papuanella mimica är en insektsart som beskrevs av Medler 2000. Papuanella mimica ingår i släktet Papuanella och familjen Flatidae. Inga underarter finns listade i Catalogue of Life.